# منسس د کامپس
منسس د کامپس (به اسپانیایی: Meneses de Campos) یک شهرستان در اسپانیا است که در استان پالنسیا واقع شده‌است.

## خصوصیات
منسس د کامپس ۲۸ کیلومترمربع مساحت و ۱۴۲ نفر جمعیت دارد.